# Námořnictvo Papežského státu
Námořnictvo Papežského státu (italsky Marina Pontificia, doslova Papežské či Pontifikální loďstvo) bylo válečné loďstvo Papežského státu. S přestávkami existovalo mezi bitvou u Ostie (849) během pontifikátu Lva IV. až do nástupu Lva XIII. v roce 1878.

## Dějiny
Papežský stát byl původně na moři ochraňován námořnictvem Byzantské říše, ale po muslimském nájezdu na Řím v roce 843 a arabském nájezdu v roce 846, který vyplenil baziliky extra muros, mu vyvstala potřeba vlastních námořních sil. V roce 849 svaz pod vedením Caesara, prince neapolského, skládající se z neapolských, amalfských, gaetských a papežských lodí, odrazil piráty v bitvě u Ostie. 
Později Papežský stát financoval různá loďstva v průběhu křížových výprav a vypravil některé vlastní eskadry, které se spolu s Benátkami a dalšími podílely na bojích s Osmanskou říší v době po pádu Konstantinopole. Spolu s najatými a spojeneckými loděmi z Toskánska a Malty se jedna papežská eskadra účastnila bitvy u Lepanta.
V roce 1715 papež Kliment XI. nechal postavit Papežský arzenál nedaleko Porta Portese v přístavu Ripa Grande na Tibeře. 
V roce 1802 Napoleon daroval Piovi VII. a jeho námořnictvu dvě brigy: poněkud starší Saint Paul a zcela novou Saint Pierre. Pod jmény San Paulo a San Pietro pak byly po nějakou dobu umístěny v přístavu Civitavecchia, než byly vyřazeny ze služby. 
Papežské lodě byly od roku 1819 chráněny mezinárodní konvencí, ale námořnictvo se jen pomalu vzpamatovávalo ze ztrát plavidel které utrpělo v době napoleonských válek. Jedna loď byla v roce 1826 ukořistěna muslimskými piráty, ale po demonstraci síly dvěma piemontskými fregatami a dělovou šalupou pod velením kapitána Arnouse ji tripolský bej propustil spolu s náhradou ve výši 10 600 franků.
V roce 1823 se námořnictvo skládalo z dvanáctidělového škuneru San Pietro, kutru, feluky a pinasy. Dalších dvanáct hlídkových člunů vyzbrojených moždíři a organizovaných ve dvou eskadrách (osm v Jaderském a čtyři v Tyrhénském moři) sloužilo jako pobřežní stráž. Podplukovník Alessandro Cialdi vedl expedici do Egypta a pak vedl tři parníky britského původu do Říma pro plavbu na Tibeře. Čtvrtý parník, Roma, se podílel na nepokojích v roce 1848, když čelil rakouskému obléhání Ancony.
V roce 1856 byly správy dosud samostatného Válečného loďstva (Marina da Guerra), námořnictva finanční stráže (Marina di Finanza) a Tiberského loďstva (Marina del Tevere) sjednoceny do Papežského námořnictva (Marina Pontificia).
Lev XIII., v rámci svého odklonu od diplomatické linie Pia IX., prodal poslední loď papežského loďstva, korvetu Immacolata Concezione, již během prvního roku svého pontifikátu. Vzhledem k tomu, že světská moc papežství byla od obsazení Říma Itálií v roce 1870 omezena na Vatikán, bylo plavidlo do té doby zakotveno ve francouzském Toulonu. Její vlajka a zmenšený model se nacházejí ve Vatikánském muzeu v Lateránu.

## Lodě
- U Lepanta:
  - Capitana (vlajková loď)
  - Padrona (vlajková loď eskadry)
  - Suprema
  - Serena
  - Pace
  - Vittoria
  - Grifona
  - Santa Maria
  - San Giovanni
  - Regina
- San Bonaventura[5]
- San Pietro, škuner
- San Pietro, dřívější briga, zrušená v roce 1807
- Roma, parník
- Immacolata Concezione, korveta